# تنظيم الأسرة في الهند
يعتمد تنظيم الأسرة في الهند على الجهود التي ترعاها الحكومة الهندية إلى حد كبير. منذ عام 1965 وحتى عام 2009 تضاعف استخدام وسائل منع الحمل أكثر من ثلاثة أضعاف (من 13% من النساء المتزوجات في عام 1970 إلى 48% في عام 2009) وانخفض معدل الخصوبة إلى أكثر من النصف (من 5.7 في عام 1966 إلى 2.4 في عام 2012)، ولكن معدل الخصوبة الوطني بالأرقام المطلقة ما يزال مرتفعًا، مما يسبب القلق بشأن النمو السكاني على المدى الطويل. يزداد عدد سكان الهند مليون شخص كل 20 يومًا. أصبح تنظيم الأسرة الشامل أولوية في محاولة للحد من عدد السكان المتوقع البالغ ملياري نسمة بحلول نهاية القرن الحادي والعشرين.
في عام 2016 بلغ معدل الخصوبة الكلي في الهند 2.30 ولادة لكل امرأة وأجريت 15.6 مليون عملية إجهاض، مع معدل إجهاض قدره 47.0 حالة إجهاض لكل 1000 امرأة تتراوح أعمارهن بين 15 و49 عامًا. يترتب على ارتفاع معدلات الإجهاض ارتفاع عدد حالات الحمل غير المقصود، إذ يبلغ معدل الحمل غير المقصود 70.1 حالة لكل 1000 امرأة تبلغ من العمر 15-49 سنة. عمومًا تشكل حالات الإجهاض التي تحدث في الهند ثلث حالات الحمل وتقريبًا نصف حالات الحمل التي تحدث لم يكن مخططًا لها. في نموذج التحول الديموغرافي، تقع الهند في المرحلة الثالثة بسبب انخفاض معدلات المواليد ومعدلات الوفيات. في عام 2026 من المتوقع أن تكون في المرحلة الرابعة بمجرد وصول معدل الخصوبة الكلي إلى 2.1.

## استخدام موانع الحمل
لا تتلق النساء في الهند تعليمًا كاملًا حول استخدام وسائل منع الحمل وما يضعنه في أجسادهن. منذ عام 2005 وحتى عام 2006 جُمعت بيانات تشير إلى أن 15.6 في المئة فقط من النساء اللاتي يستخدمن وسائل منع الحمل في الهند على اطلاع بجميع خياراتهن وما تفعله تلك الخيارات بالفعل. يتزايد استخدام موانع الحمل تدريجيًا في الهند. في عام 1970 استخدمت 13% من النساء المتزوجات وسائل منع الحمل الحديثة، والتي ارتفعت إلى 35% بحلول عام 1997 وإلى 48% بحلول عام 2009.
الوعي بمنع الحمل شبه شامل بين النساء المتزوجات في الهند. ومع ذلك فإن الغالبية العظمى من الهنود المتزوجين (76% في دراسة أجريت عام 2009) ذكروا أن لديهم مشاكل كبيرة في الوصول إلى المجموعة المختارة من وسائل منع الحمل. في عام 2009 أشارت التقديرات إلى أن 48.4% من النساء المتزوجات يستخدمن وسائل منع الحمل. يستخدم نحو ثلاثة أرباع هؤلاء التعقيم للإناث وهو أكثر طرق تحديد النسل انتشارًا في الهند. كانت الواقيات الذكرية، بنسبة 3% فقط، هي الطريقة التالية الأكثر انتشارًا. ولاية ميغالايا أقل الولايات استخدامًا لموانع الحمل بنسبة 20%. أفيد بأن في ولايتي بيهار وأتر برديش كانت نسبة الاستخدام قليلة وبلغت 30%. من المهم ملاحظة أن التعقيم ممارسة شائعة في الهند. تميل ممارسات منع الحمل في الهند بشدة نحو الأساليب النهائية مثل التعقيم، مما يعني أن وسائل منع الحمل تُستخدم في المقام الأول للحد من الولادة بدلًا من تنظيم الولادة. من الشائع استخدام المعسكرات لتنفيذ التعقيم. يمكن إجراء هذه العملية بموافقة الأنثى أو دونها.
أشارت الدراسات المقارنة إلى أن زيادة معرفة القراءة والكتابة لدى الإناث ترتبط ارتباطًا وثيقًا بانخفاض الخصوبة. أشارت الدراسات إلى أن مستويات الإلمام بالقراءة والكتابة لدى الإناث هي مؤشر قوي ومستقل على استخدام وسائل منع الحمل، حتى عندما لا تتمتع المرأة بالاستقلال الاقتصادي. قد تكون مستويات معرفة القراءة والكتابة بين الإناث في الهند هي العامل الأساسي الذي يساعد في استقرار السكان، لكنها تتحسن ببطء نسبيًا: قدرت دراسة أجريت عام 1990 أن الهند تحتاج حتى عام 2060 لتحقيق محو الأمية الشامل بالمعدل الحالي للتقدم.
في عام 2015 كان هناك ما معدله 58% من النساء اللواتي يستخدمن موانع الحمل، وما يزال تعقيم الإناث هو الأكثر تفضيلًا بين 91% من النساء. لوحظ ارتفاع معدلات التعقيم بين النساء اللائي حصلن على تعليم قليل مقارنةً بمن حصلن على تعليم أعلى. أما اللواتي حصلن على التعليم العالي فتقل معدلاتهن بسبب تأخر الزواج والولادة. 77% من النساء اللواتي خضعن للتعقيم لم يستخدمن وسيلة بديلة لمنع الحمل قبل الإجراء وكانت معظم النساء دون سن 26 عامًا، ويبدو أن لديهن العديد من الخيارات المتاحة فيما يتعلق بالحماية. إن الانشغال بالحد من الولادة من قبل برنامج تنظيم الأسرة في الهند يعني أنه لم يكن قادرًا على الوصول بنجاح إلى الشابات المتزوجات اللائي يعكفن على بناء أسرهن وتمكينهن من تلبية نواياهن في تنظيم الأسرة.
وفقًا لتنظيم الأسرة 2020، كان هناك 136,568,000 امرأة في عام 2017 يستخدمن وسائل منع الحمل الحديثة التي منعت: 39,170,000 حالة حمل غير مقصودة، و11,966,000 عملية إجهاض غير آمنة، و42,000 حالة وفاة بين الأمهات والسبب يعود لتنظيم الأسرة. في عام 2012 كان معدل انتشار وسائل منع الحمل الحديثة في الهند بين جميع النساء 39.2، وفي عام 2017 كان 39.57، وفي عام 2020 توقعوا أن يرتفع إلى 40.87.

## برنامج تنظيم الأسرة
وزارة الصحة ورعاية الأسرة هي الوحدة الحكومية المسؤولة عن صياغة وتنفيذ تنظيم الأسرة في الهند. المثلث الأحمر المقلوب هو رمز لخدمات تنظيم الأسرة والصحة ومنع الحمل في الهند. بالإضافة إلى الحملة الحكومية المنفذة حديثًا، ساعدت مرافق الرعاية الصحية المحسنة، وزيادة تعليم المرأة، وزيادة مشاركة النساء في القوى العاملة على خفض معدلات الخصوبة في العديد من المدن الهندية. تركز أهداف البرنامج على تحقيق الأهداف المنصوص عليها في العديد من الوثائق السياسية. بينما تتحسن معدلات الخصوبة في الهند، ما تزال هناك مناطق في الهند تحافظ على معدلات خصوبة أعلى بكثير.
أطلقت وزارة الصحة ورعاية الأسرة في عام 2017 مهمة تنمية الأسرة، وهي مبادرة مركزية لتنظيم الأسرة. ينصب التركيز الاستراتيجي الرئيسي لهذه المبادرة على تحسين الوصول إلى موانع الحمل من خلال تقديم خدمات مضمونة، وضمان أمن السلع، وتسريع الوصول إلى خدمات تنظيم الأسرة العالية الجودة. يتمثل هدفها العام في خفض معدل الخصوبة الكلي للهند إلى 2.1 بحلول عام 2025. إلى جانب نوعين من حبوب منع الحمل وهما أنتارا وشايا (التي سوِق لها في وقت سابق باسم ساهيلي)، فإن أسيتات ميدروكسي بروجستيرون ستتاح مجانًا لجميع المستشفيات الحكومية.
لا يفيد برنامج تنظيم الأسرة الآباء والأطفال فحسب، بل يفيد المجتمع والأمة أيضًا، من خلال القدرة على إبقاء عدد المواليد الجدد تحت السيطرة مما يسمح بتقليل النمو السكاني. مع انخفاض النمو السكاني، ستزداد الموارد الموجودة بالفعل لدى السكان الهنود، ومع زيادتها يتوقع أن يزداد متوسط العمر المتوقع وتصبح الصحة أفضل.

## معدل الخصوبة
بلغ معدل الخصوبة الحالي في الهند في عام 2016، 2.3 ولادة لكل امرأة. انخفض معدل الخصوبة (متوسط عدد الأطفال المولودين لكل امرأة خلال حياتها) في الهند، على الرغم من أنه لم يصل بعد إلى متوسط معدل الإحلال. متوسط معدل الإحلال 2.1. (يُقال إن هذا المعدل يعمل على استقرار السكان) يمكن تعريف معدل الإحلال على أنه المعدل الذي يحل فيه السكان محل أنفسهم تمامًا. عند احتساب معدل وفيات الرضع، يبلغ معدل الإحلال نحو 2.1 في معظم الدول الصناعية ونحو 2.5 في الدول النامية (بسبب ارتفاع معدل الوفيات). انخفضت معدلات الخصوبة في الهند بسرعة في المناطق الريفية، لكنها تنخفض بمعدل ثابت في المناطق الحضرية والمأهولة بالسكان. على الرغم من أن هذا يبدو واعدًا، لكن ثلثي سكان الهند يقيمون في المناطق الريفية، مما يزيد من انخفاض معدل الخصوبة. بعد خصم تأثيرات الزخم السكاني والهجرة، فإن الأمة التي تتجاوز معدل الإحلال هي في طريقها لتحقيق الاستقرار السكاني، وفي النهاية، تقليل عدد السكان. كانت هناك عدة عوامل تؤثر على الاتجاهات الحديثة في الخصوبة الهندية من بينها على سبيل المثال لا الحصر: الحد من القدرة على تنظيم الأسرة، والعمر عند الزواج/الولادة، والفاصل الزمني بين الأطفال المولودين لامرأة واحدة. على الرغم من أن الهند تتعامل مع قضايا الزيادة السكانية الرئيسية، فإن معدل الخصوبة وإجمالي عدد السكان متدنٍ.